# Динаметр
Динаметр — пристрій, який вимірює збільшення телескопа. Зазвичай це мікрометр з подвійним зображенням, який використовується для вимірювання діаметра зображення на об'єктній лінзі. Величина збільшення знаходиться шляхом порівняння фактичного діаметра лінзи із заміряним діаметром зображення в об'єктиві.

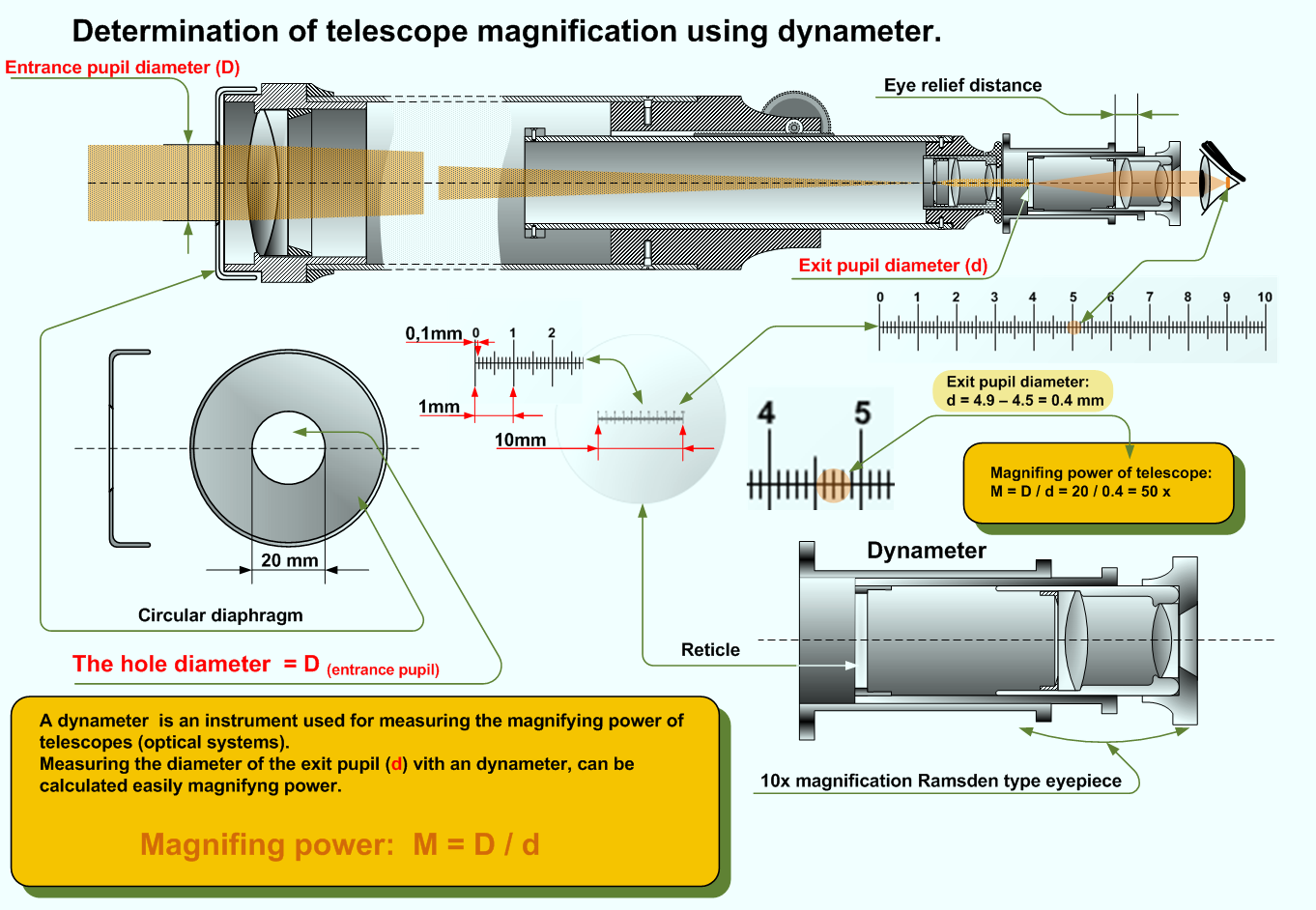

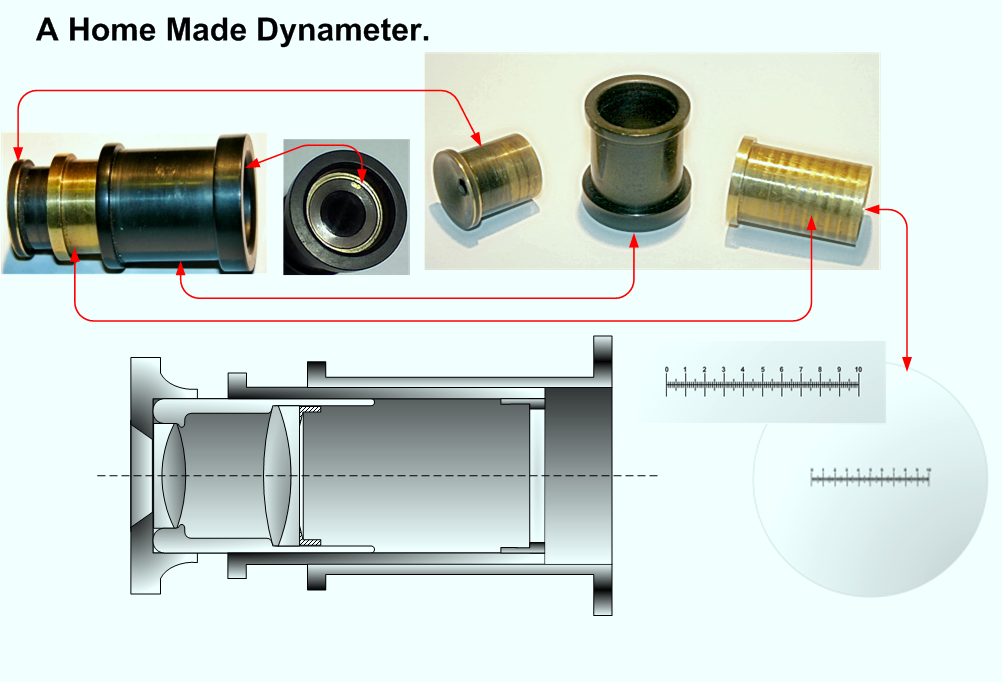